# غرزينو نيامسي
غرزينو نيامسي (بالفرنسية: Gerzino Nyamsi)‏ (22 يناير 1997 بسانت بريوك في فرنسا - ) هو لاعب كرة قدم فرنسي في مركز الدفاع.

## روابط خارجية
- غرزينو نيامسي على موقع رابطة كرة القدم الفرنسية للمحترفين (الإنجليزية)
- غرزينو نيامسي على موقع قاعدة بيانات كرة القدم.إي يو (الإنجليزية)
- غرزينو نيامسي على موقع ليكيب (الفرنسية)
- غرزينو نيامسي على موقع Soccerway.com (الإنجليزية)
- غرزينو نيامسي على موقع AS.com (الإسبانية)